# Krzysztof Majerczak
Krzysztof Majerczak (ur. 1 lutego 1997 w Nowym Targu) – polski kajakarz górski specjalizujący się w slalomie, medalista mistrzostw świata (2019).

## Życiorys
Jest zawodnikiem KS Pieniny Szczawnica, kajakarstwo uprawia od 2011, od 2014 reprezentuje Polskę w różnych kategoriach wiekowych.
W 2014 zdobył brązowy, a w 2015 srebrny medal mistrzostw Europy juniorów w konkurencji K-1 drużynowo. W 2020 został młodzieżowym wicemistrzem Europy w K-1 indywidualnie, na tych samych zawodach zdobył też brązowy medal w konkurencji K-1 drużynowo. W 2019 zdobył brązowy medal mistrzostw świata seniorów w konkurencji K-1 drużynowo (z Michałem Pasiutem i Dariuszem Popielą). W 2021 roku zadebiutował na igrzyskach olimpijskich, zajmując 15. miejsce w półfinale slalomu K-1.